# Mây mật
Calamus rudentum là loài thực vật có hoa thuộc họ Arecaceae. Loài này được Lour. mô tả khoa học đầu tiên năm 1790.